# قصفة كبيرة
قَصِفَة أو بَرِيْزَة كبيرة نوع من جنس قصفة . موطنها شمال إفريقيا وجزر الأزور وغرب آسيا وجنوب أوروبا و تُزرع وتوطن في الجزر البريطانية وأستراليا وغرب الولايات المتحدة وأمريكا الوسطى والجنوبية وهاواي. تعلو من 20 إلى 50 سم. عصفها ضيق النصل مستطيل. سبلتها عنقودية التجميع. أزهارها خضراء اللون.